# Uwe Timm

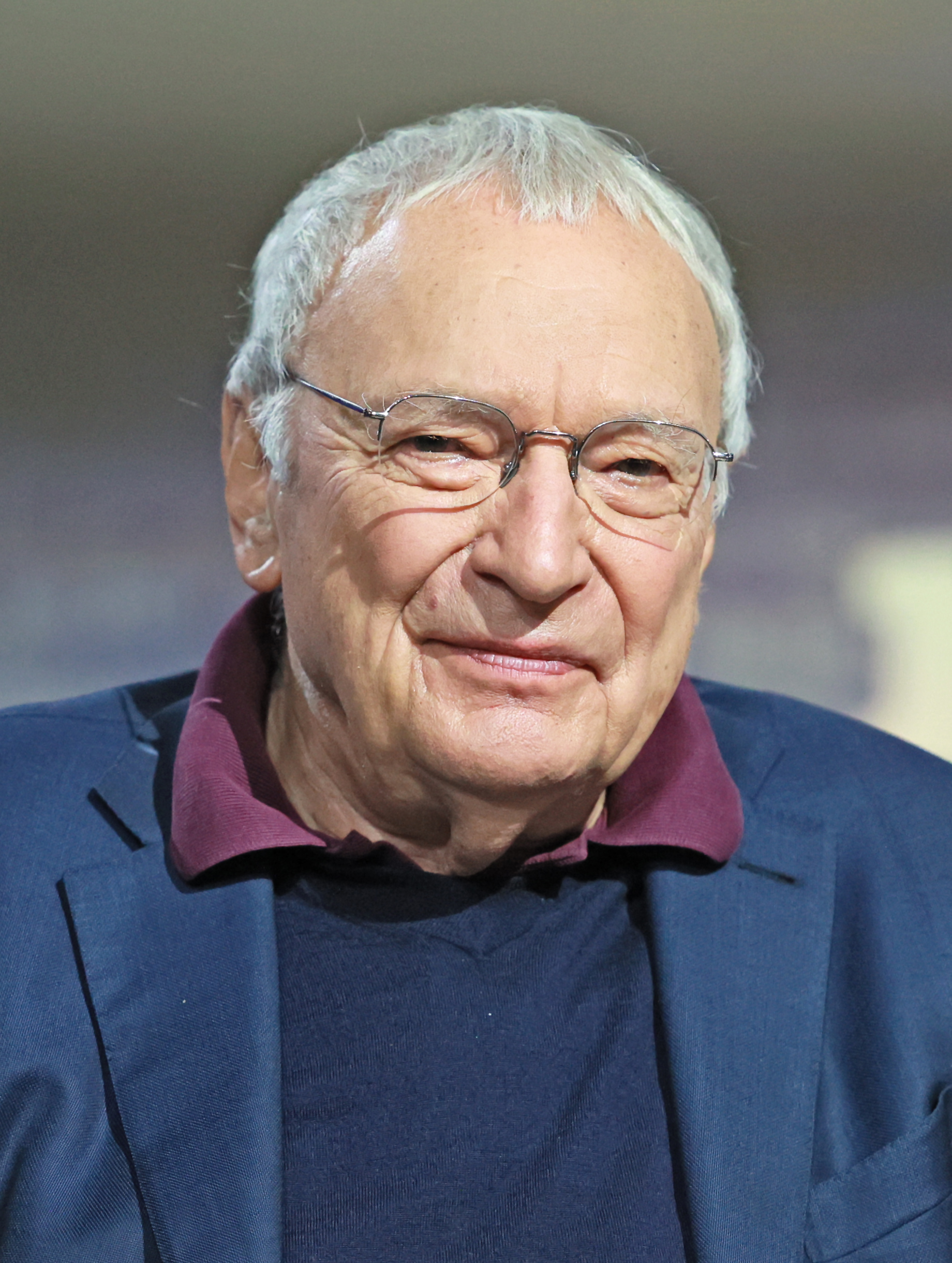
Uwe Timm auf der Frankfurter Buchmesse 2023

Uwe Hans Heinz Timm (* 30. März 1940 in Hamburg) ist ein deutscher Schriftsteller. Er schreibt Prosa, Lyrik, Essays, Hörspiele und Drehbücher.
Zu seinen Werken gehören der Debütroman Heißer Sommer (1974) über die westdeutsche Studentenbewegung der 1960er Jahre, die Novelle Die Entdeckung der Currywurst (1993) sowie die autobiografischen Erzählungen Am Beispiel meines Bruders (2003) über seinen Bruder im Zweiten Weltkrieg und Der Freund und der Fremde (2005) über Benno Ohnesorg. Für das Kinderbuch Rennschwein Rudi Rüssel (1989) erhielt Timm den Deutschen Jugendliteraturpreis.

## Leben
Uwe Timm, drittes Kind des Ehepaares Hans und Anna Timm, wurde während des Zweiten Weltkrieges im Alter von drei Jahren (1943) gemeinsam mit seiner Mutter zu Verwandten nach Coburg evakuiert. Im Spätsommer 1945 kehrten sie nach Hamburg zurück, wo sein aus dem Krieg heimgekehrter Vater eine Kürschnerei eröffnete. Als Schulkind litt Timm unter einer Leseschwäche. Ein Deutschlehrer und dessen Leseauftrag Kon-Tiki führten eine Wende herbei: „Bis dahin habe ich immer stockend und falsch betont gelesen, doch plötzlich hörte ich die Stimme des Erzählers und nahm die Sprache geradezu körperlich wahr. Von da an las ich wie ein Weltmeister alles, was ich kriegen konnte.“
Im Anschluss an den Besuch der Volksschule absolvierte Uwe Timm eine Kürschnerlehre in der Firma Levermann. Nach Abschluss der Lehre übernahm er 1958 das hoch verschuldete Pelzgeschäft seines kurz zuvor verstorbenen Vaters († 1. September 1958). Seinen Werdegang als Kürschner schilderte er in seinem 2023 erschienenen Werk „Alle meine Geister“. Nach der Sanierung des Geschäftes besuchte Timm ab 1961 das Braunschweig-Kolleg. Hier lernte er Benno Ohnesorg kennen. Dieser war Herausgeber der Zeitschrift teils-teils. In der Nr. 1 – weitere Nummern folgten nicht – erschienen Timms erste Gedichte.
Das Kolleg beendete Uwe Timm am 5. März 1963 mit dem Abitur. Gemeinsam mit seiner Freundin Jutta Kosjek – sie wurde im Mai 1964 die Mutter seiner ersten Tochter Katharina – ging Timm nach München, um an der Ludwig-Maximilians-Universität die Fächer Philosophie und Germanistik zu studieren. Seine akademischen Lehrer waren der Philosoph Max Müller (Schüler Martin Heideggers), der Mediävist Hugo Kuhn und der Germanist Walter Müller-Seidel.
1966 setzte Timm sein Studium bei Raymond Aron und Jean Wahl an der Sorbonne in Paris fort. Hier lernte er Alice Dermigny und den Mathematiker Diederich Hinrichsen kennen. Gemeinsam mit Hinrichsen schrieb er ein Theaterstück, für das sie jedoch keinen Verlag fanden. In Paris erreichte Timm im Juni 1967 die Nachricht vom Tod seines Freundes Benno Ohnesorg.
Im September 1967 kehrte Uwe Timm nach München zurück. Hier war er von 1967 bis 1969 im Sozialistischen Deutschen Studentenbund (SDS) politisch tätig. Er schrieb Agitprop-Lyrik und Straßentheaterstücke; und er beteiligte sich an der Besetzung der Münchener Universität. Während der Proteste im Jahr 1968 wohnte er einige Monate in Hamburg. Er nahm Kontakt auf zum Autorenkollektiv Hamburg linksliterarisch, dem u. a. die Schriftsteller Klaus Kuhnke, Peter Schütt und Uwe Wandrey angehörten.
Im November 1969 heiratete Uwe Timm die aus Villa Gesell (Argentinien) stammende und spätere Übersetzerin Dagmar Ploetz, mit der er drei Kinder, einen Sohn und zwei Töchter, hat. Die Vorfahren von Ploetz leben seit 150 Jahren in Südamerika. Ein Zweitstudium der Soziologie und Volkswirtschaft, das er 1970 begonnen hatte, gab er 1972 wieder auf. 1971 promovierte er über das Thema Das Problem der Absurdität bei Albert Camus.
Seitdem arbeitet Timm als freier Schriftsteller. 1971/1972 gründete er die »Wortgruppe München« und war Mitherausgeber der Zeitschrift Literarische Hefte. Von 1972 bis 1981 wirkte er – in den ersten Jahren gemeinsam mit Uwe Friesel, Richard Hey, Gerd Fuchs und Hannelies Taschau – als Herausgeber der AutorenEdition im Bertelsmann-Verlag. Nach deren Auflösung wechselte Uwe Timm zum Verlag Kiepenheuer & Witsch in Köln.
1973 wurde Uwe Timm Mitglied der DKP. Mit deren Zielen konnte er sich aber nicht vollständig identifizieren, sodass er 1981 seinen Austritt erklärte, u. a. wegen der unkritischen Haltung der Partei gegenüber der DDR. Im selben Jahr siedelte er für zwei Jahre nach Rom über. Uwe Timm lebt derzeit mit seiner Familie in München und Berlin.
Dreimal wurde Timm als writer in residence an Universitäten des englischsprachigen Raums berufen:
- 1981: University of Warwick
- 1994: Swansea
- 1997: Washington University in St. Louis.

In Deutschland hielt Uwe Timm folgende Poetikvorlesungen:
- Wintersemester 1991/92: Paderborner Gastdozentur für Schriftstellerinnen und Schriftsteller (erschienen im Band Erzählen und kein Ende)
- 2005: Otto-Friedrich-Universität Bamberg
- Sommersemester 2009: Frankfurter Poetik-Vorlesungen an der Universität Frankfurt (erschienen im Band Von Anfang und Ende).
- 2018: Tübinger Poetik-Dozentur gemeinsam mit Frank Witzel

2006 war Timm Ehrengast der Deutschen Akademie Villa Massimo in Rom. Im Frühjahr 2009 erhielt Timm an der Leuphana Universität Lüneburg die erste Heinrich-Heine-Dozentur, 2012 die Kasseler Brüder-Grimm-Professur.

## Mitgliedschaften
Seit Herbst 1994 ist Uwe Timm ordentliches Mitglied der Deutschen Akademie für Sprache und Dichtung Darmstadt, des PEN-Zentrums Deutschland und der Akademie der Künste (Berlin). Er ist zudem Mitglied des Verbands deutscher Schriftstellerinnen und Schriftsteller (VS), der Bayerischen Akademie der Schönen Künste sowie der Freien Akademie der Künste in Hamburg.

## Rezeption
Nach der Veröffentlichung seines Romans Heißer Sommer im Jahr 1974 erlangte Uwe Timm als Autor erstmals große Aufmerksamkeit: Das Werk zählt bis heute zu den wenigen literarischen Zeugnissen der 68er-Studentenrevolte. Auch sein postkolonial-historischer Roman Morenga aus dem Jahr 1978 hat zu seiner wachsenden Popularität beigetragen.
Große Erfolge feierte Uwe Timm Anfang der 1990er Jahre mit der Novelle Die Entdeckung der Currywurst, die in mehr als 20 Sprachen übersetzt wurde. Das Werk wurde 2008 von Ulla Wagner mit Barbara Sukowa und Alexander Khuon in den Hauptrollen verfilmt.
Im neuen Jahrtausend erschien sein Roman Rot (2001), der von den Hoffnungen und Wünschen der 68er, von Lebensläufen und ihren Geheimnissen, von den Utopien und Verbrechen der Geschichte erzählt. 2003 erschien Timms autobiografische Erzählung Am Beispiel meines Bruders, die eine allgemeine Diskussion über die deutsche Erinnerungskultur und den Nationalsozialismus auslöste. Ein großes Echo rief auch die Erzählung Der Freund und der Fremde (2005) hervor, in der er die Geschichte seiner Freundschaft zu Benno Ohnesorg aufarbeitet. Mit dem Roman Vogelweide gelangte er 2013 auf die Auswahlliste des Deutschen Buchpreises. Die Idee für seinen Roman Ikarien (2017) hatte er bereits Ende der 1970er Jahre, er ging aus der Beschäftigung mit Etienne Cabet hervor. Zum 80. Geburtstag von Uwe Timm erschien 2020 sein Essayband Der Verrückte in den Dünen. Über Utopie und Literatur, in dem er sein Lebensthema – die verschiedenen Modelle eines gerechten Zusammenlebens in der Gemeinschaft – aufgreift. Zu seinem Werk zählen auch vier Titel im Bereich der Kinder- und Jugendliteratur, darunter die „pointierte Erzählung“ Rennschwein Rudi Rüssel.
Uwe Timms Werke wurden u. a. ins Dänische, Englische, Französische, Italienische, Niederländische, Norwegische, Polnische, Russische, Spanische, Tschechische, Ukrainische und Ungarische übersetzt.

## Auszeichnungen (Auswahl)
- 1979: Literaturpreis der Stadt Bremen (Förderpreis), für Morenga, einen Roman über Jakobus Morenga
- 1988: New-York-Stipendium des Deutschen Literaturfonds
- 1989: Förderpreis Literatur der Landeshauptstadt München
- 1990: Deutscher Jugendliteraturpreis, für Rennschwein Rudi Rüssel
- 1996: Bayerischer Filmpreis (Kinderfilmpreis), für Rennschwein Rudi Rüssel
- 2001: Tukan-Preis, für Rot
- 2001: Großer Literaturpreis der Bayerischen Akademie der Schönen Künste
- 2002: Literaturpreis der Landeshauptstadt München
- 2002/03: Stadtschreiber von Bergen-Enkheim
- 2003: Schubart-Literaturpreis
- 2003: Erik-Reger-Preis
- 2006: Jakob-Wassermann-Literaturpreis
- 2006: Premio Napoli, für Rot
- 2006: Premio Mondello der Stadt Palermo, für Rot
- 2009: Heinrich-Böll-Preis
- 2009: Heinrich-Heine-Gastdozentur
- 2012: Carl-Zuckmayer-Medaille[13]
- 2012: Brüder-Grimm-Poetikprofessur
- 2013: Kultureller Ehrenpreis der Landeshauptstadt München
- 2016: Ehrenplakette der Freien Akademie der Künste in Hamburg[14]
- 2018: Schillerpreis der Stadt Mannheim
- 2018: Tübinger Poetik-Dozentur
- 2018: Verdienstkreuz 1. Klasse[15]
- 2021: Pro meritis scientiae et litterarum[16]
- 2021: Lessing-Preis der Freien und Hansestadt Hamburg[17]
- 2024: Buchpreis HamburgLesen, für Alle meine Geister[18]

## Werke
Literaturtheorie und -wissenschaft
- 1971: Das Problem der Absurdität bei Albert Camus. Dissertation. Hamburg.
- 1993: Erzählen und kein Ende. Versuche zu einer Ästhetik des Alltags. Kiepenheuer & Witsch, Köln.
- 2009: Von Anfang und Ende. Über die Lesbarkeit der Welt. Frankfurter Poetikvorlesung. Kiepenheuer & Witsch, Köln.
- 2015: Montaignes Turm. Essays. Kiepenheuer & Witsch, Köln 2015, ISBN 978-3-462-04743-1.

Lyrik
- 1971: Widersprüche. Gedichte und ein Essay. Hamburg.
- 1977: Wolfenbütteler Straße 53. Zeit-Gedichte. München.

Prosa
- 1974: Heißer Sommer. Roman. Bertelsmann, München/Gütersloh/Wien.
- 1978: Morenga. Roman. AutorenEdition, Gütersloh.
- 1980: Kerbels Flucht. Roman. AutorenEdition, Gütersloh.
- 1981: Die Zugmaus. Kinderbuch mit Zeichnungen von Tatjana Hauptmann. Diogenes, Zürich.
- 1983: Die Piratenamsel. Kinderbuch mit Zeichnungen von Gunnar Matysiak. Benziger, Zürich/Köln.
- 1984: Der Mann auf dem Hochrad. Legende. Kiepenheuer & Witsch, Köln.
- 1986: Der Schlangenbaum. Roman. Kiepenheuer & Witsch, Köln.
- 1989: Rennschwein Rudi Rüssel. Kinderbuch mit Zeichnungen von Gunnar Matysiak. Obelisk, Innsbruck/Wien.
- 1989: Vogel, friss die Feige nicht. Römische Aufzeichnungen. Kiepenheuer & Witsch, Köln.
- 1991: Kopfjäger. Bericht aus dem Innern des Landes. Roman. Kiepenheuer & Witsch, Köln.
- 1993: Die Entdeckung der Currywurst. Novelle. Kiepenheuer & Witsch, Köln.
- 1995: Der Schatz auf Pagensand. Jugendbuch. Nagel & Kimche, Zürich/Frauenfeld.
- 1996: Johannisnacht. Roman. Kiepenheuer & Witsch, Köln.
- 1999: Nicht morgen, nicht gestern. Erzählungen. Kiepenheuer & Witsch, Köln.
- 2001: Rot. Roman. Kiepenheuer & Witsch, Köln.
- 2003: Am Beispiel meines Bruders. Erzählung. Kiepenheuer & Witsch, Köln.
- 2005: Der Freund und der Fremde. Erzählung. Kiepenheuer & Witsch, Köln.
- 2008: Halbschatten. Roman über Marga von Etzdorf. Kiepenheuer & Witsch, Köln.
- 2011: Freitisch. Novelle. Kiepenheuer & Witsch, Köln ISBN 978-3-462-04318-1.
- 2013: Vogelweide. Roman. Kiepenheuer & Witsch, Köln, ISBN 978-3-462-04571-0.
- 2017: Ikarien. Roman. Kiepenheuer & Witsch, Köln, ISBN 978-3-462-05048-6.
- 2020:  Der Verrückte in den Dünen. Über Utopie und Literatur. Kiepenheuer & Witsch, Köln, ISBN 978-3-462-05441-5.
- 2023: Alle meine Geister.  Kiepenheuer & Witsch, Köln, ISBN 978-3-462-00549-3

Filme
- 1984: Viele Wege führen nach Rom. Drehbuch und Regie, WDR.
- 1984: Kerbels Flucht. Drehbuch, Regie. Erwin Keusch, ZDF.
- 1985: Morenga. 3 Teile. Drehbuch gemeinsam mit Egon Günther. Regie: Egon Günther, ARD.
- 1986: Der Flieger. Erwin Keusch, Drehbuch. Regie, ZDF.
- 1995: Rennschwein Rudi Rüssel. Drehbuch gemeinsam mit Ulrich Limmer. Regie: Peter Timm.
- 1997: Die Bubi-Scholz-Story. Drehbuch. Regie: Roland Suso Richter, ARD.
- 2000: Eine Hand voll Gras. Roland Suso Richter, Drehbuch. Regie.

Herausgeberschaft
- 1981: Deutsche Kolonien. Fotoband. Autoren, München.

Hörspiele
- 1972: Herbert oder die Vorbereitung auf die Olympiade.
- 1972: Die Steppensau.
- 1984: Lauschangriff. Westdeutscher Rundfunk (Regie: Dieter Carls)
- 1994: Die Piratenamsel. Süddeutscher Rundfunk
- 2004: Die Zugmaus. Norddeutscher Rundfunk, Audiolino, ISBN 3-8339-5327-6.
- 2009: Rot. Norddeutscher Rundfunk

## TV/Film
- Uwe Timm – Die Freiheit zu schreiben. Dokumentation, Deutschland, 2007, 43 Minuten. Regie: Arpad Bondy, Margit Knapp; Produktion: SWR. Inhaltsangabe von arte